# Sedum dendroideum
Sedum dendroideum es una especie de la familia de las crasuláceas. Su nombre común es lágrima de maría. Es originaria de México; crece en climas cálidos y áridos, así como en climas más fríos. Se ha naturalizado en California, y Ohio.

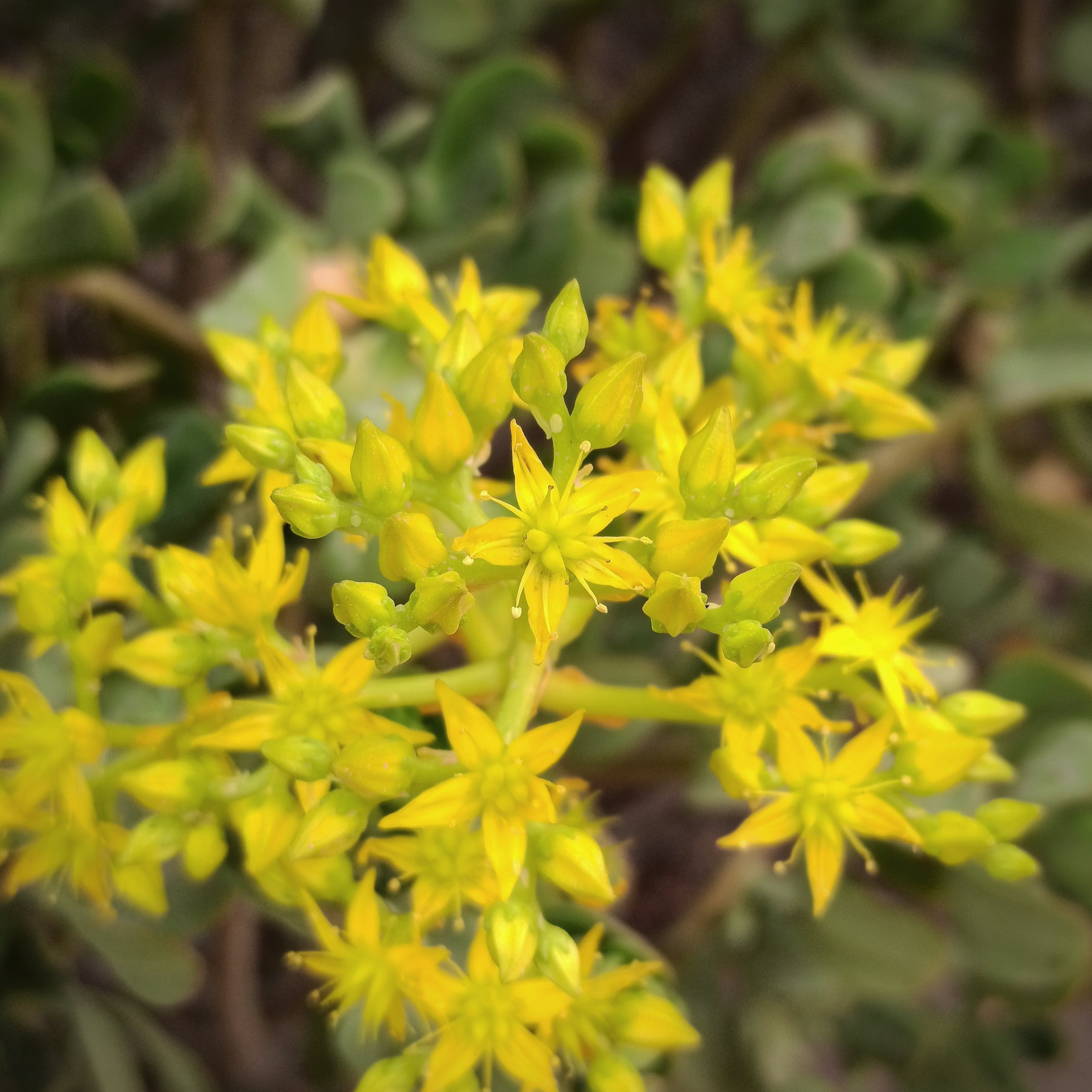
Flores

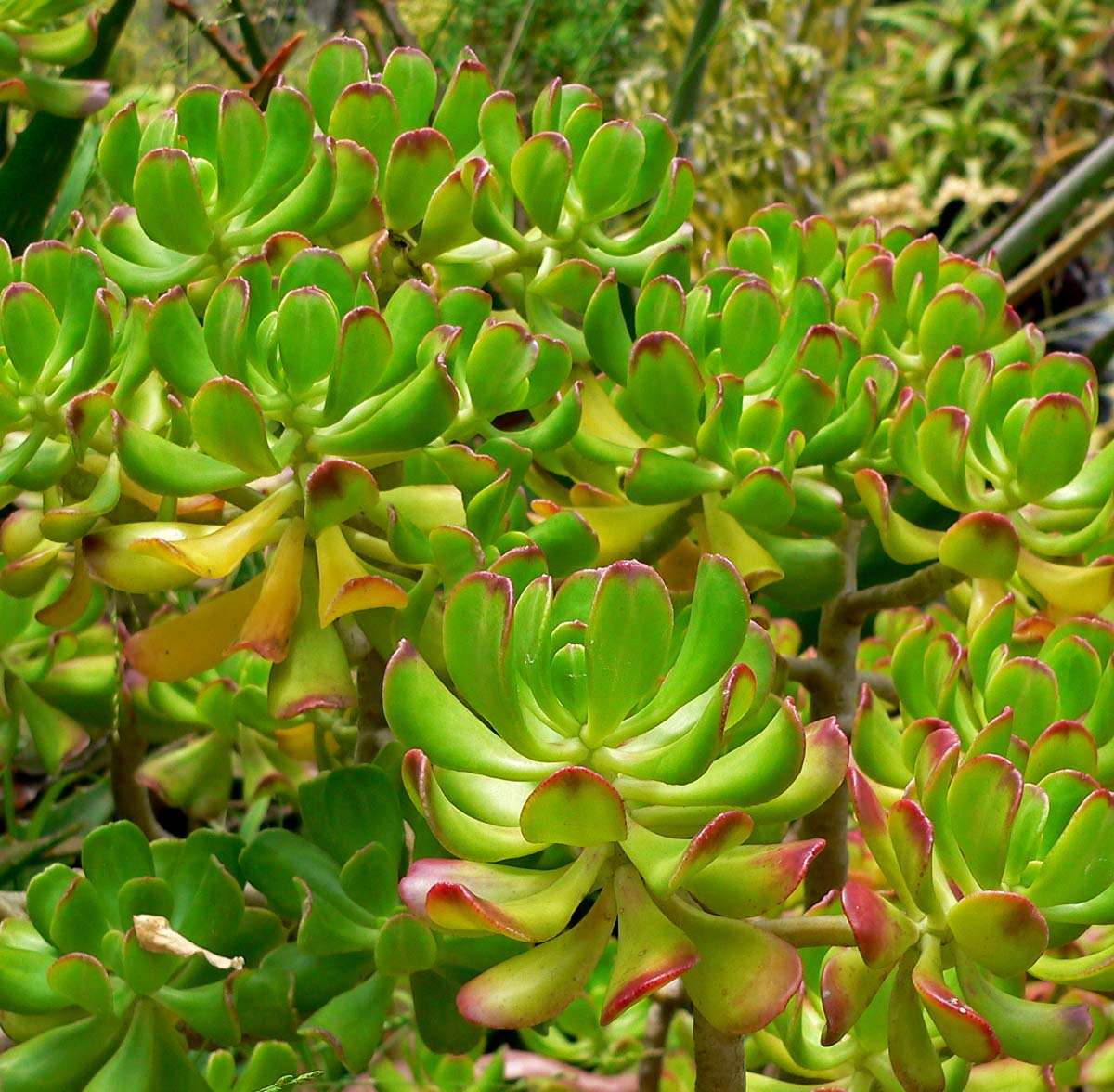
Detalle de las hojas

## Usos
Ornamentales
Debido a su apariencia y resistencia, al igual que muchas plantas de la familia de sedum, se cultiva como planta de jardín. En invierno, sus hojas se tornan de color rojo.
Medicinales
En la medicina tradicional brasileña, el jugo fresco de las hojas de la planta se utiliza para el tratamiento de los trastornos gástricos e inflamatorios. En 2005, un artículo de investigación médica se publicó el estudio de sus usos, encontrando que era antinociceptivo y antiinflamatorio en ratones.

## Taxonomía
Sedum dendroideum fue descrita por Moc. & Sessé ex DC. y publicado en Prodromus Systematis Naturalis Regni Vegetabilis 3: 409. 1828.
Etimología
Ver: Sedum
dendroideum: epíteto latino que significa "como un árbol".
Sinonimia
- Sedum monticola Brandegee	[8]